# 威尔顿 (北达科他州)
威尔顿（英語：Wilton），是美国北达科他州下属的一座城市。根据2010年美国人口普查，该市有人口711人。2011年估计该市有人口722人，相对于2010年，增长率为1.55%。